# John Frederic Daniell
John Frederic Daniell (London, 12. ožujka 1790. – London 13. ožujka 1845.), britanski kemičar, fizičar i meteorolog.

## Životopis
Izumio je higrometar (1820.), novu vrstu električnog članka (1836.) nazvanu po njemu Danijelov članak. Pronašao je i plamenik za sagorijevanje plinova pomoću čistog kisika.